# David Neville
David Neville, född den 1 juni 1984, Merriville, Indiana, USA är en amerikansk friidrottare som tävlar huvudsakligen på 400 meter. 
Han deltog vid inomhus-VM 2008 där han blev utslagen i semifinalen på 400 meter och fick inte springa i finalen. Vid OS 2008 var han med i det amerikanska stafettlag som vann OS-guld i stafetten över 4 x 400 meter. Dessutom blev han bronsmedaljör individuellt på 400 meter och fullbordade därmed en amerikansk trippel (de andra var LaShawn Merritt och Jeremy Wariner).
Neville deltog inte vid VM 2009 däremot blev han trea vid IAAF World Athletics Final 2009 efter Merritt och Christopher Brown.

## Personliga rekord
- 200 meter: 20,39 - West Lafayette 16 maj 2004
- 400 meter: 44,61 - Eugene 3 juli 2008